# 蜂須賀至央
蜂須賀 至央（はちすか よしひさ）は、阿波国徳島藩の第9代藩主。もとは高松藩一門松平大膳家第4代当主。

## 生涯
高松藩御厄介（一門）松平頼煕の三男として生まれる。母は渡辺氏。大膳家当主であった異母兄の頼珍（蜂須賀宗鎮）が徳島藩蜂須賀家に養子入りしたため、元文4年（1739年）、幼くして大膳家の家督を相続し、頼央（よりひさ）と名乗った。
宝暦4年（1754年）4月2日、藩主松平頼恭の養弟となった上で蜂須賀宗鎮の養子となり、至央に改名した（「至」の字は初代藩主・至鎮の偏諱をとったものと思われる）。松平大膳家の家督は頼恭の五男・頼昌が継いだ。同年4月13日、第9代将軍徳川家重に御目見した。同年5月22日、宗鎮の隠居により蜂須賀家の家督を相続したが、至央は同年7月12日に死去した。享年19。法号は興徳院殿仁祐竜沢。墓所は徳島県徳島市下助任町の興源寺。

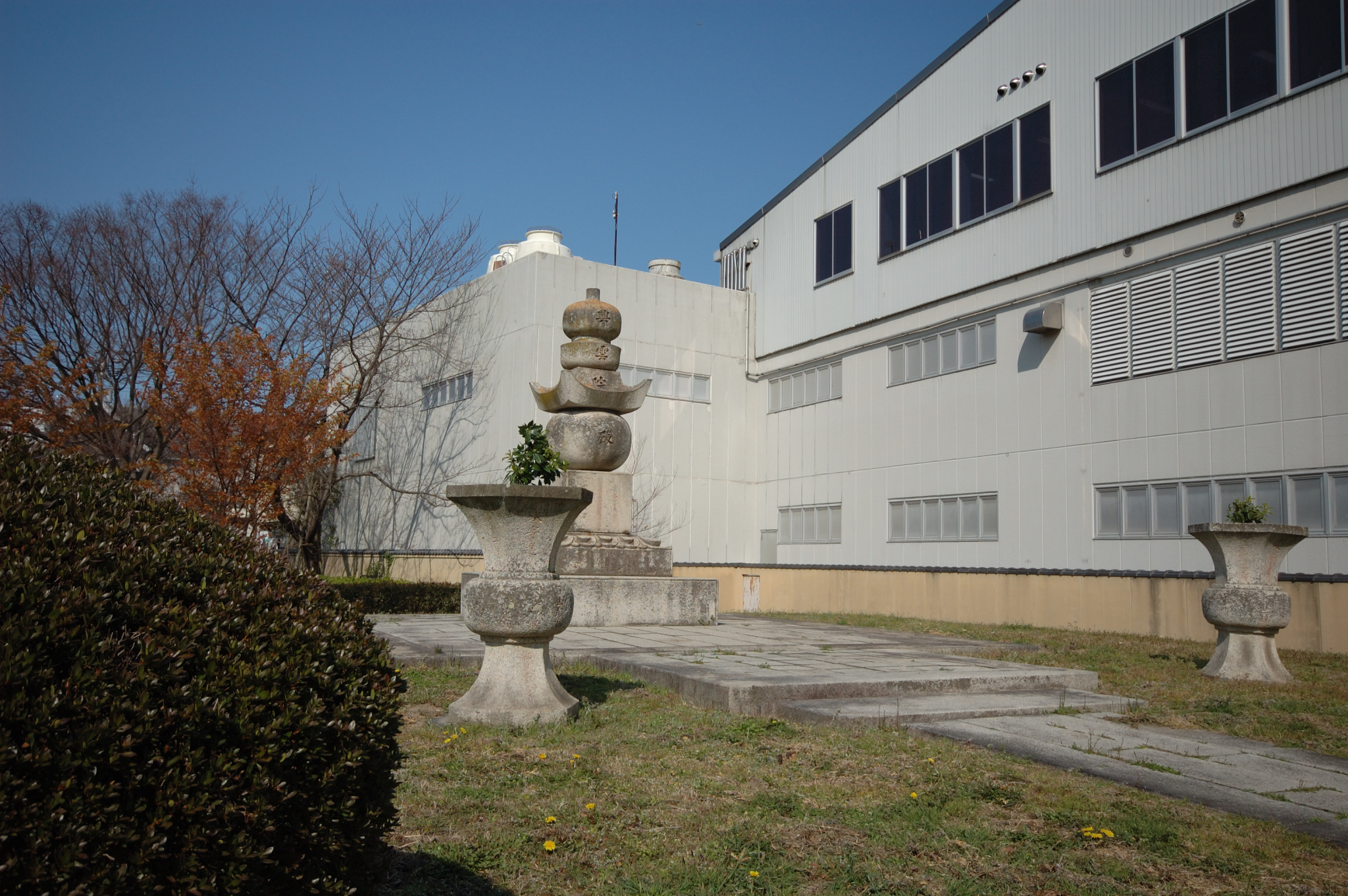
興源寺の墓所（徳島県徳島市下助任町）

襲封後2か月足らずで死去したため、歴代藩主の通例である当代将軍からの偏諱を受けなかった。徳島藩の歴代藩主は養子・幼君が相次いでいた上、至央自身も若年であったことから、藩政の実権は家老に掌握されており、飾り物の藩主に過ぎなかった。
緊急に末期養子として、出羽国久保田藩の分家である秋田新田藩の藩主佐竹義道の四男であった重喜を迎えた。

## 系譜
- 養子
  - 男子：蜂須賀重喜（1738年 - 1801年） - 佐竹義道の四男
  - 女子：宗子 - 醍醐輝弘正室、甥・蜂須賀休光の娘